# Gajusz Memmiusz Fidus Juliusz Albiusz

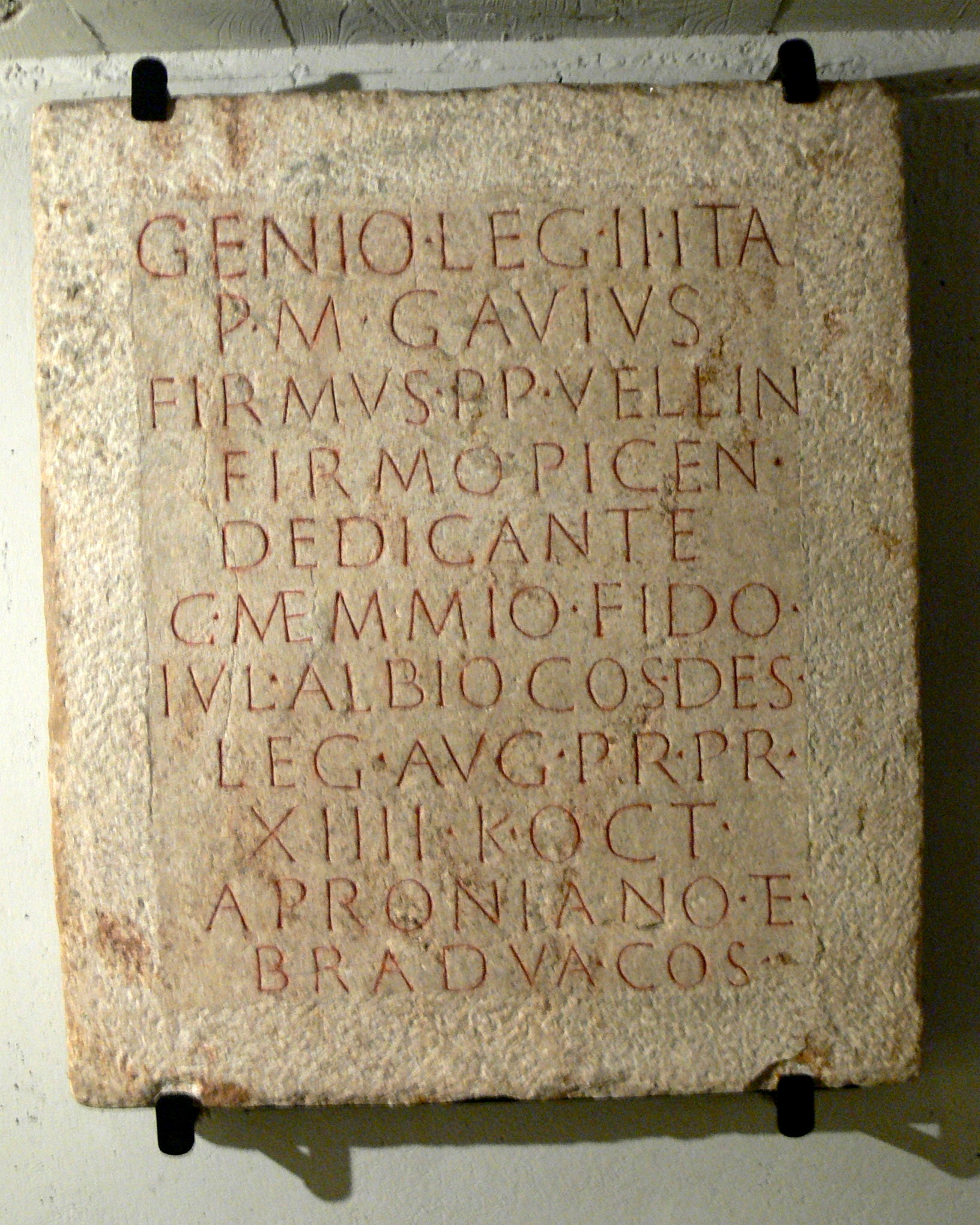
Inskrypcja CIL III 15208.

Gaius Memmius Fidus Iulius Albius – legat cesarski, dowódca legionu, propretor, namiestnik Noricum, Afryki i Betyki, consul suffectus w II w. n.e.
Gajusz Memmiusz Fidus Juliusz Albiusz pochodził z Afryki i jest znany między innymi z inskrypcji z bazyliki św. Wawrzyńca w Lorch dzielnicy Enns w Austrii, która zawiera następujący tekst:
GENIO • LEGionis • II • ITAlicae •
Piae • Marcus • GAVIVS
FIRMVS • Primus Pilus • VELLINa
FIRMO PICENo •
DEDICANTE
Caio • MEMMIO • FIDO •
IVLio • ALBIO COnSule • DESignato •
LEGato • AVGgusti • PRo • PRaetore •
XIIII • Kalendas • OCTobres •
APRONIANO • ET •
BRADVA • COnSulibus •
Inskrypcja informuje o darze wotywnym dla bóstwa opiekuńczego (geniusza) II Legionu Italskiego, dokonanej przez dowódcę legionowego wysokiej rangi (primus pilus), Marka Gawiusza Firmusa. Poświęcenia dokonał Gajusz Memmiusz Fidus Juliusz Albiusz, wyznaczony na konsula (consul designatus), legat cesarski, namiestnik Noricum  jako propretor, 18 września  za konsulatu Apronianusa i Bradua, czyli w 191 n.e.
Inna inskrypcja znaleziona na miejscu starożytnej miejscowości Vina (obecnie Henchir el-M'den w Tunezji) informuje o tym, że był legatem cesarskim, namiestnikiem Noricum jako propretor, kuratorem drogi via Flaminia, prefektem zaopatrzenia w zboże (praefecus Miniciae), prokonsulem Betyki, legatem cesarskim legionu VII Claudia, judycjariuszem Italii Transpadańskej, propretorem prowincji Afryki, edylem (aedilis Cerialis), kwestorem prowincji Azji i trybunem legionu II Augusta.